# 李宗芬
李宗芬（韓語：이종분，1982年6月6日—），是一名已退役韓國女子羽球運動員。
李宗芬代表韓國參加2002年優霸盃。在對陣中國的決賽中，她被安排出賽第三單打。不過韓國隊以1-3落敗而獲得亞軍，該場賽事並未進行。
2002年，她獲得馬來西亞羽球國際賽女子單打冠。